# Reine Malo
Reine Malo (21 décembre 1946 à Joliette, Québec) est une animatrice de radio et de télévision canadienne (québécoise).

## Biographie
Reine Malo a commencé sa carrière en communication en 1968 à CJLM, une station de radio locale de Joliette, sa ville natale, d'abord comme secrétaire puis à l'animation. Elle y fera ses classes pendant cinq ans. Elle marche sur les traces de son frère ainé René Malo, producteur et mécène, alors directeur d'une boîte à chansons, le Cabastran.
Elle s'installe à Montréal et fait partie de l'équipe de CKMF-FM dès l'été 1972 où elle anime plusieurs émissions pendant plus de dix ans. En 1985, elle rejoint l'équipe de Telemedia à CITE-FM.
Elle fait le saut à la télévision en 1976. D'abord chroniqueuse littéraire à l'émission culturelle Bon Dimanche pendant plus de sept ans et critique spectacles à l'émission L'Heure de Pointe à Radio-Canada, elle devient l'animatrice de plusieurs émissions à Radio-Canada, Radio-Québec et TVA : BabillArt et les Petits-Plats du Québec à Radio-Québec (1978-1980), La Course autour du monde à Radio-Canada (1980-1984) et pendant sept ans (1983-1990) Bon Dimanche, un rendez-vous culturel de deux heures le dimanche midi à TVA. Deux trophées récompenseront son travail, un prix MetroStar en 1986 et un Prix Artis en 1990.
Après deux années sabbatiques à voyager, elle revient à la télévision. Elle sera l'animatrice de Parlez-moi d'hier à Radio-Canada (1992), de La Santé en vedette à Canal Vie (1997-2000) et de Ma Blanche Campagne à Canal Évasion. 
Passionnée de lecture, tout au long de sa carrière, elle participe à de nombreuses émissions littéraires à la radio et à la télévision à titre de critique. Elle fut pendant trois ans la présidente du Salon du livre de Montréal.
Elle fut parodiée par Chantal Francke dans les sketchs du Chef Groleau de Rock et Belles Oreilles.